# Emine Uğur
Emine Uğur (Gaziantep, 1978) is een Turks-Nederlandse columnist en medewerker van de gemeente Den Haag; eerst zeventien jaar lang als sociaal dienstverlener en vervolgens als beleidsadviseur armoede en schulden.

## Levensloop
Uğur is geboren in Gaziantep, een stad in het zuidoosten van Turkije aan de grens met Syrië. Op tweeëneenhalf-jarige leeftijd is ze in Nederland komen wonen. Ze groeide op in een arbeidersgezin. Op haar zestiende is ze begonnen met het dragen van een hoofddoek. Tijdens haar studie Nederlands recht aan de Universiteit Leiden was ze politiek actief en nam deel aan paneldiscussies. Hier stopte ze mee toen na aanslagen op 11 september 2001 in haar beleving het publieke debat verhardde. Ze trouwde, kreeg een zoon en ging in 2006 als sociaal dienstverlener bij de gemeente Den Haag werken. Daar verwijst ze mensen in armoede door naar verdere hulpverlening. Door haar echtscheiding in 2013 kreeg ze als alleenstaande moeder zelf te maken met schuldproblemen. Ze zat zeven jaar in die situatie, waarvan drie jaar in de schuldhulpverlening. Juist omdat ze overdag mensen hielp met schulden en uit schaamte was het voor haar moeilijk aan haarzelf en haar eigen familie toe te geven dat ze zelf in dezelfde situatie zat. Haar zus was met haar gezin slachtoffer van de toeslagenaffaire.
Na de verkiezing van Donald Trump tot president van de Verenigde Staten in 2016 maakte Uğur een Twitter-account aan om de actualiteiten rond die verkiezingen te kunnen volgen, met de gebruikersnaam Overlistener. Dit is een verwijzing naar het vele luisteren dat zij deed op haar werk en onder vrienden. Toen het Forum voor Democratie bij de Provinciale Statenverkiezingen van 2019 de grootste partij werd was dit voor haar de aanleiding zich op Twitter te mengen in het Nederlandse debat. Ze zag in deze verkiezingsoverwinning een weerlegging van haar eerdere geloof dat het voor moslims als zij in de loop der tijd makkelijker zou worden. Door te laten zien wat het effect van dehumaniserend taalgebruik is hoopt ze dat het debat over moslims en de islam op een respectvolle manier gevoerd gaat worden. Ze wil ook bereiken dat mensen met een uitkering, met schulden of die in armoede leven, schulden hebben of leven van een uitkering minder gestigmatiseerd worden. Omdat ze zelf te maken heeft met discriminatie om het dragen van een hoofddoek ziet ze het als een plicht ook voor andere groepen op te komen, waaronder Lgbt-mensen. Op basis van haar populariteit op Twitter kreeg ze in de zomer van 2021 een tweewekelijkse column in het dagblad Trouw.
In 2023 won Uğur de Vrouw in de Media Award Zuid-Holland. Veel stemmers spraken hun bewondering uit voor de manier waarop zij met de beschrijving van alledaagse situaties de samenleving een spiegel voorhoudt en dit blijft doen, ondanks het grote aantal internettrollen waar zij mee te maken heeft. Nadat Twitter dat jaar herdoopt werd tot X en de polarisatie nog verder toenam, bleef ze daar actief, omdat het platform nog steeds invloed heeft op de politiek en media. Ze wordt gevolgd door Kamerleden en bekende journalisten, maar richt zich vooral op de stille meerderheid die meeleest en door haar berichten aan het denken kan worden gezet. In 2024 had ze meer dan 60.000 volgers.